# Rock of the Westies
Rock of the Westies je desáté studiové album anglického hudebníka Eltona Johna. Vydáno bylo v říjnu roku 1975 společnostmi DJM Records a MCA Records a jeho producentem byl Gus Dudgeon. Nahráno bylo od června do července 1975 ve studiu Caribou Ranch v coloradském městě Nederland. V hitparádě Billboard 200 se umístilo na první příčce. V USA se stalo platinovým.

## Seznam skladeb
Autory všech skladeb jsou Elton John a Bernie Taupin, pokud není uvedeno jinak.
1. „Medley (Yell Help/Wednesday Night/Ugly)“ – 6:13
2. „Dan Dare (Pilot of the Future)“ – 3:30
3. „Island Girl“ – 3:42
4. „Grow Some Funk of Your Own“ (John, Davey Johnstone, Taupin) – 4:43
5. „I Feel Like a Bullet (In the Gun of Robert Ford)“ – 5:28
6. „Street Kids“ – 6:23
7. „Hard Luck Story“ – 5:10
8. „Feed Me“ – 4:00
9. „Billy Bones and the White Bird“ – 4:24

## Obsazení
- Elton John – zpěv, klavír
- Ray Cooper – kastaněty, konga, rumba koule, marimba, tamburína, tympány, cowbell, další perkuse
- Kiki Dee – doprovodné vokály
- Clive Franks – perkuse, doprovodné vokály
- Davey Johnstone – kytara, banjo, mandolína, doprovodné vokály
- Labelle – doprovodné vokály
- James Newton Howard – syntezátor, cembalo, elektrické piano, syntezátor, clavinet, mellotron
- Kenny Passarelli – baskytara, doprovodné vokály
- Ann Orson – doprovodné vokály
- Roger Pope – bicí
- Caleb Quaye – kytara, doprovodné vokály